# 高尔基铁路局
高尔基铁路局（俄語：Горьковская железная дорога，羅馬化：Gorkovskaya zheleznaya doroga，简称）是俄罗斯铁路股份公司属下的铁路管理局之一，总部设于下诺夫哥罗德，主要负责管辖俄罗斯联邦下诺夫哥罗德州、基洛夫州、弗拉基米尔州、梁赞州、莫斯科州、莫尔多瓦共和国、楚瓦什共和国、乌德穆尔特共和国、鞑靼斯坦共和国、马里埃尔共和国的部分铁路，铁路营业里程为5,296公里，主要干线总长为7,987公里，线路延展长度为12,066.4公里。